# 纪王场乡
纪王场乡，是中华人民共和国安徽省亳州市利辛县下辖的一个乡镇级行政单位。

## 行政区划
纪王场乡下辖以下地区：
纪王场村、三和新村、新华新村、孙老家村、向阳新村、路集村、永丰新村、纪大寨村、久建新村、和谐新村和田湖村。